# George Finnegan
George V. Finnegan (ur. 28 września 1881 w Kalifornii, zm. 28 lutego 1913 w San Francisco) – amerykański bokser.
W 1904 na letnich igrzyskach olimpijskich w St. Louis zdobył złoty medal w kategorii muszej i srebrny medal w kategorii koguciej.